# Triệu Quang Điện
Triệu Quang Điện (sinh năm 1959) quê ở xã Thiện Hoà, huyện Bình Gia, tỉnh Lạng Sơn. Ông là một đại tá Công an Nhân dân Việt Nam, Anh hùng Lực lượng vũ trang nhân dân. Ông từng tham gia Chiến tranh biên giới Việt–Trung 1979 và có thành tích nổi bật. Ông được phong tặng danh hiệu Anh hùng lực Lượng vũ trang nhân dân năm 21 tuổi.

## Sự nghiệp
Năm 1978, ông nhập ngũ vào lực lượng Công an Nhân dân. Tháng 1 năm 1979, ông được cử về Đại đội 1 Công an vũ trang thuộc Công an tỉnh Lạng Sơn. Ông cùng đồng đội nhận nhiệm vụ bảo vệ tình hình trật tự trị an, trấn áp tội phạm ở khu vực. Từ năm 1988 đến năm 1995 ông làm Đội trưởng Đội Trọng án rồi Phó trưởng Phòng Cảnh sát hình sự tỉnh Lạng Sơn.
Đến 2002 ông được bổ nhiệm Trưởng phòng Cảnh sát cơ động Công an tỉnh Lạng Sơn, năm 2010 là Trưởng phòng Cảnh sát truy nã tội phạm, công an tỉnh Lạng Sơn.
Năm 2017, ông nghỉ hưu theo chế độ

## Chiến đấu trong Chiến tranh viên giới Việt-Trung năm 1979
Trong cuộc chiến tranh biên giới Việt-Trung, ông tham gia ở mặt trận Đồng Đăng, huyện Cao Lộc, tỉnh Lạng Sơn. Tại hang động Đền Mẫu ở khu vực này, ông đã cùng đồng đội chống trả quân đội Trung Quốc mà không để đối phương phát hiện. Khi đó, trong hang có hơn 400 người dân chưa kịp sơ tán đang trú ẩn. Bằng nhiều cách, ông đã cùng đồng đội phá vòng vây ở Đồng Đăng để đưa những người dân còn mắc kẹt trước khi trận chiến nổ ra về tuyến sau an toàn.
Liên tục trong ngày 17 và 18-2, ông phối hợp bộ đội bắn tỉa từ trong hang để phòng thủ. Tiểu đoàn được lệnh rút quân do pháo đánh liên tục, bị bao vây và hết đạn dược. Ông đã cùng đồng đội rút quân ra tuyến sau.

## Khen thưởng
Ông được Nhà nước Cộng hoà xã hội chủ nghĩa Việt Nam phong tặng danh hiệu Anh hùng lực lượng vũ trang nhân dân.  2 Bằng khen của Thủ tướng Chính phủ và 2 Bằng khen của Bộ trưởng Bộ Công an.